# 民众自卫总队
民众自卫总队，是为落实《厉行全国总动员勘平共匪叛乱方案》，1948年国民政府在各县、市普遍成立的地方保安部队。任务为跟随中華民國國軍主力部队做绥靖与守备的地方工作，帮助主力部队收集情报、打击小股中國人民解放军。隶属于各省保安司令部。总队直属若干常备中队。各乡镇设自卫大队。常备自卫队士兵均为各乡镇派送壮丁。

## 历史
1945年12月颁布《江苏省民众自卫队暂行组织办法》，规定主要任务是协助军警维持社会治安。具体任务有六项：
1. 清查户口；
2. 执行联保联坐切结；
3. 检查国民身份证或通行证；
4. 守望巡逻；
5. 侦察情报；
6. 保护交通通信。

1946年8月国民政府颁发《收复区民众自卫队组训方案》。
1947年10月国民政府行政院颁发《各县市民众自卫队组训规程》。1948年初一般由县政府纠集地方势力，组织地方武装，把县警察局的保警中队和县里的自卫中队合并成立“民众自卫总队”，由县长兼任总队长。1948年9月11日中华民国国防部修正公布《各县市民众自卫队组训规程》及《补充办法》。各省、特别市政府纷纷颁布地方的《民众自卫队组训实施办法》。1949年各县市民众自卫总队改组为民众自卫(总)团。
至1958年“八二三炮战”，國防部金門縣戰地政務委員會所屬「金門縣民眾自衛總隊」。

### 1949年以前各地的民众自卫总队
1948年初龙州县政府为对付中共游击队，将县国民兵团改组为民众自卫总队，仍由县长兼任总队长，原国民兵团副团长改任副总队长。自卫总队下设政工队、搜索队。各乡从民众后备队中挑选一个班组成特务班（特编队），常驻乡政府，由县总队发枪发饷，配合县总队袭击扫荡中共游击区。后组建一个特编（常备）大队，直属总队指挥。根据广西省《民众自卫队组训规程》的规定，容县自卫队分脱产和不脱产两类：不脱产的自卫队每村编成一个中队，每乡(镇)区编成一个大队，县编成一个民众自卫总队；脱产的自卫队叫常备自卫队，县设常备自卫中队，乡(镇)区设常备自卫班，其粮饷从县财政开支。
1948年1月东阳县成立清乡清剿委员会，建县民众自卫总队，辖常备自卫中队3个。
1948年2月，成立连江县民众自卫总队部，县长兼总队长，下编18个乡镇大队、178个保中队、2627个甲分队，全县队丁20689人。同时扩大和加强县武装常备2个中队，改每个中队二分队制为三分队制。1948年3月独立分队扩编为常备第三中队，县武装常备力量由原有248人增加到382人，配有轻机枪7挺。1948年12月，福建省保安司令部制定《各县民众自卫团队组训实施办法》，规定凡18～45岁壮丁，一律实行三丁抽二、二丁抽一，并强制执行。1949年1月，自卫总队部扩建为总团部，建立县武装常备大队和直属突击队。1949年8月连江解放后县民众自卫总队解体。1948年2月成立的永泰县民众自卫总队，由县长赖健兼总队长，总队副李国屏中校，总队下设一个常备大队，4个常备中队，总编制人员343人，其中官佐25人。
1948年3月，东莞县政府遵照1946年2月1日广东省政府颁发《收复省区民众自卫队组织方案》，制定了《各乡镇民众自卫队组织法》，成立东莞县民众自卫总队，由县长兼任总队长，县政府军事科长任副总队长。乡镇成立自卫中队或大队，各保按民枪多少成立中队或分队。
1948年7月，武昌市、汉阳县、汉阳区3个民众自卫总队成立，隶属湖北省保安司令部，兼受武汉警备司令部指挥监督。武昌市市长兼任武昌市民众自卫总队总队长，武昌市警察局局长兼任副总队长，总队下辖10个大队及1个直属常备大队，共有6300余人。汉阳县民众自卫总队由汉阳县长兼任总队长，有4100余人。汉阳区独立自卫总队由汉阳区的公务员、教员、职工、学生组成，鄂中师管区司令兼任总队长，有1000余人。1948年7月11日，汉口市民众自卫司令部成立，汉口市长兼任司令，汉口市参议会议长、汉口市警察局局长和地方绅士各一人任副司令，民众自卫司令部下属民众自卫总队17个（区总队14个，直属总队3个），民众自卫大队61个（含直属大队2个，医疗大队1 个，救护大队1个），民众自卫中队256个(含直属中队2个），共31321人。湖北省政府、汉口市政府为限期建立民众自卫队三令五申。湖北省保安司令部专门设立“武、阳民众组训设计委员会”，湖北省军管区设立“武、阳民众组训督导团”，汉口市设立“民众自卫队训练委员会”和“督训组”。1948年7月26日至31日，武昌、汉阳还举行民众组训扩大宣传周。1948年11月，华中剿匪总司令部点验武昌、汉阳民众自卫队时发现，绝大部分民众自卫队没有枪枝弹药，也不用民间刀矛，只进行徒手教练；汉阳县民众自卫总队的军官两个月未发薪金，全总队队员3995人，点验时实到2697人；汉口市民众自卫队虽有3万条人，但武器极少，仅有步枪494支。
1948年秋，颁布《上海市民众自卫队组训实施办法》《上海市民众组训委员会组织规程》、《上海市民众组训委员会工作实施办法》等。
1948年10月下旬，沈阳城防司令部命令沈阳民众自卫总队征集和组织两万民工，加固沈阳的城防工事，以抵抗解放军的进攻。民众自卫总队总队长王苏，副总队长张世洪、佟成功在地下党指示下扣下城防司令部的命令。
组建西安市民众自卫总队时，由原基干队扩编为12个民众自卫大队、23个中队，共有官兵2000余人，总队长由西安市长王友直兼任，设立专职副总队长一人。各民众自卫大队长由各区区长兼任，另设专职副大队长。第九大队由西安市第九区（对应于今雁塔区）区长赵镜泉兼任大队长，第九区警察局长兼任副大队长，编制约120人，由各保按分配任务雇丁。西安地下党负责人之一的王超北派遣中央陆军军官学校第七分校驻西安办事处少将主任闵继骞争取到胡宗南下令任命其为西安民众自卫总队的专职副总队长。受地下党指派的雷振山成了西安民众自卫总队直属大队大队长。1949年5月7日西安警备司令命令西安市民众自卫总队接替西安城防，正规军放弃西安。5月18日西安市民众自卫总队按照地下党指示，采取有力措施，保护城市秩序稳定、交接。1949年5月20日迎接第一野战军第六军部队进入接管西安市。西安民众自卫总队奉命改编为第六军第16师补充团。
1948年秋，曲靖县组建“曲靖县民众自卫总队”，各乡镇成立民众自卫大队，大队下设中队。曲靖中学地下党组织利用这一机会基本掌握了“青龙乡民众自卫大队”。后经陆良县委同意，1949年3月12日“青龙乡民众自卫大队”公开举行起义，改编为曲靖游击大队，3月13日到达陆良龙海山游击根据地，与龙海山游击大队汇合。
1948年冬成立的龙川县自卫总队，总队长黄道仁，副总队长谢鸿恩，总队共1500人。
1948年12月7日，浙东金萧游击支队在内线联系的基础上，在桐庐县凤岗全歼桐庐县民众自卫总队独立常备第二中队（辖3个分队）。毙4名、伤6名，俘60余人；缴获轻机枪3挺、长枪30多支、短枪3支、枪榴弹筒2只及各类弹药若干，游击队伤、亡各2人。这次战斗，是1945年9月新四军北撤离开浙江后浙江共产党武装的空前大捷。
1949年1月16日青岛市民众自卫总队部奉国防部令扩大为“民众自卫司令部”，受国防部直辖。青岛市长龚学遂兼司令，共编13个总队。
1949年春成立泸县民众自卫总队，总队部设在县城桂花街熊公馆内。县长傅乾钊兼任总队长，副总队长熊瑜主持工作。由各乡地方团队调集兵员，组成六个常备中队。任务是秉承四川省政府、第七区专员行政公署及四川省保安司令部的旨意，配合军、警、宪、特，全面动员，绥靖地方，清剿土共游击队，抓捕共产党人。后泸县警察局的3个保警中队也编入民众自卫总队。1949年9月在城内和各乡大抓捕了两千多人。
1949年5月29日拂晓，在前任县长朱焯、县参议长朱劼成、副参议长王维积、县民众自卫总队上校副总队长吴锦纶和县戡乱建国委员会常委毛静如策划下，黄岩县民众自卫总队起义，逮捕了新任县长军统出身的袁悟农，黄岩县城和平解放。
1949年10月国军正规军撤离广州市区时，广州市地下党通过广州市工业会理事长林志澄的关系位，要求广州市工业会派去的李某指挥的民众自卫总队通知所属民众自卫大队切实地保护工厂、保护商店并得到照办。林志澄还亲任东山区民众自卫大队长，亲自指挥维护东山一带的治安。
1948年成立成都市民众自卫总队，成都市长乔诚兼任总队长（1949年继任市长冷薰南接任总队长）；城内的14个区设立14个民众自卫大队，区长兼大队长；城内的147个保成立147个民众自卫中队，保长兼中队长；队员是在保内选中青年不脱产参加，共3万余人；长短枪4000余支；经费由各级地方政府自筹自用。乔曾希任副总队长。1949年11月成都地下党临工委的胡春圃、易野源批准同意后，成都市区各处修建栅子（木栅栏），并在重要街口设置了拒马、沙包和铁丝网，对外宣称是用于防匪防盗，避免辛亥革命时成都发生的“十月十八日打起发”事件；白天打开，晚上关闭，由成都市民众自卫队进行守护。1949年12月底解放军进驻成都前，“当时由冷寅东、乔曾希等川军将领领导的民众自卫总队很好地稳定了成都城内的局势，全城商店未停业、学校未停课，连电灯都没熄过。”1949年12月25日凌晨4点，胡宗南部正规军全部撤离成都。12月26日上午8点，成都市政府在总府街智育电影院召集了全市各区、保人员以及自卫总队全体官兵，各市属单位人员开会，由市长冷薰南领衔宣布通电起义，欢迎和平解放成都，请解放大军早日入城接管；在解放军未接管之前，指定成都市民众自卫总队副总队长乔曾希负责全市治安，关闭各街口栅子，由自卫队派员守卫；各区大队附分段巡逻查勤，确保市民安全，不得松懈。由于自卫队和其他驻军的紧密配合，在解放军进程前的空白期无烧、杀、抢、盗事件发生。1949年12月30日，成都市政府组织数十万民众夹道欢迎解放大军入城。1950年1月8日中国人民解放军成都市军事管制委员会主任李井泉主持会议并讲话，表扬了包括乔曾希在内的40多人的工作：“你们大家保卫成都，迎接解放，保卫人民生命财产做得很好，使成都得到和平解放，你们对人民是有贡献的。”1950年1月20日成都市民众自卫总队正式宣布解散，乔曾希等先到第十八兵团联络部，后到川西区党委统战部。

### 1949年後的民眾自衛總隊
中華民國政府於金門、馬祖兩地前線動員當地民眾，組織民眾自衛隊。國防部更於1957年發布「金馬地區各縣民防總隊編組辦法」，配合兩地戰地政務的實施，軍政一元，達到人人戰鬥、村村聯防。:32

#### 金門
1949年中華民國國軍進駐金門，為加強金門戰備防禦工事，動員金門民眾進行防禦工事建設、協助搬運物資，在古寧頭戰役期間，金門民眾更需負擔搬運彈藥、救護，戰場清理等工作。:36古寧頭戰役後以「人人納入組織」為方向，建立制度化的民防體系，將男子18至45歲編為任務隊；18至35歲未婚女子編為婦女隊；12至15歲少年為兒童隊。:36並依照年齡、專長等區分為木工隊、擔架隊等不同任務性質，而女性則協助救護、政治教育、保防常識等工作。:31

#### 馬祖
1950年，馬祖各區組織民眾反共自衛總隊，由各區公所設置大隊，各行政村設置中隊，以符合軍事需求，並於1951年2月至7月進行訓練。但因此時馬祖地區仍分屬連江縣、長樂縣、羅源縣所管轄，各區編組名稱皆不同，直至1953年於三縣設置「民防指揮部」，由縣長兼任指揮官，縣守備指揮部擔任副指揮官，指揮部轄下各鄉民防大隊。:18
1956年，中華民國政府於金門、馬祖兩地實施「戰地政務」，三縣合併成連江縣，同年12月組織定名為「連江縣民防總隊」，隔年依「金馬地區各縣民防總隊編組辦法」訂定「連江縣民防總隊編組實施辦法」。:19